# タイラー・ポージー
タイラー・ポージー（Tyler Garcia Posey, 1991年10月18日 - ）は、アメリカ合衆国の俳優、ロック・ギタリスト。
カリフォルニア州サンタモニカ出身、同サンタクラリタ育ち。父親は俳優、母親はメキシコ系アメリカ人。
MTVのテレビドラマ『ティーン・ウルフ』（同名映画のテレビドラマ版）に主演して知られる。

## 主な出演作品

### 映画
- ザ・ダイバー Men of Honor (2000) クレジットなし
- コラテラル・ダメージ Collateral Damage (2002)
- メイド・イン・マンハッタン Maid in Manhattan (2002)
- 覗かれた隣人 Inside Out (2005)
- 最終絶叫計画5（英語版） Scary Movie (2013)
- コンビニ・ウォーズ バイトJK VS ミニナチ軍団 Yoga Hosers (2016)
- ラスト・サマー -この夏の先に- The Last Summer (2019)

### テレビドラマ
- Doc（英語版） Doc (2001 - 2004)
- ブラザーズ&シスターズ Brothers & Sisters (2006 - 2007)
- リンカーン・ハイツ（英語版） Lincoln Heights (2009)
- ティーン・ウルフ（英語版） Teen Wolf (2011 - )
- アバローのプリンセス エレナ Elena of Avalor (2016 - 2017) テレビアニメ、声の出演
- ジェーン・ザ・ヴァージン Jane the Virgin (2017)[4]
- アンダン 〜時を超える者〜 Undone (2019)
- ナウ・アポカリプス 〜夢か現実か!? ユリシーズと世界の終わり Now Apocalypse (2019)